# Божански цар Дине
Божански цар Дине (енгл. God Emperor of Dune) је научнофантастични роман америчког писца Френка Херберта, који представља четврти од шест романа његовог серијала Дина. Нашао се на 11. месту најпродаванијих фикцијских књига 1981. године.

## Радња
Лето II Атреид, божански цар, влада универзумом као тиранин 3.500 година након што је постао хибрид човека и џиновског пешчаног црва у роману Деца Дине. Смрт скоро свих осталих пешчаних црва, и његова контрола над преосталим залихама меланжа, омогућили су му да задржи цивилизацију под својом потпуном командом. Лето је физички претворен у црва, задржавши само своје људско лице и руке, и иако је сада наизглед бесмртан и нерањив, склон је насилним нападима вођеним инстинктом када га изазове бес. Као резултат тога, његова владавина се заснива на верском страхопоштовању и деспотском страху. Лето је распустио Ландсрад на све осим неколико Великих кућа; преостале силе се повинују његовом ауторитету, иако индивидуално у тајности кују заверу против њега. Слободњаци су одавно изгубили свој идентитет и војну моћ, и замењени су као Царска војска од стране Рибоговорница, армије која се састоји искључиво од жена, која се безусловно покорава Лету. Он је довео људску популацију у стање транс-галактичке стагнације; свемирска путовања не постоје за већину људи у његовом царству, које је намерно задржао на скоро средњевековном нивоу технолошке софистицираности. Све ово је урадио у складу са пророчанством, према коме ће успоставити наметнути мир спречавајући човечанство да се уништи агресивним понашањем.
Пустињска планета Аракис је тераформирана у бујну шумовиту биосферу, осим једног дела пустиње који је Лето задржао за своју Цитаделу. Низ гола Данкана Ајдаха служио је Лету током миленијума, а Лето је такође строго контролисао крвну лозу своје сестре близнакиње Ганиме. Њен потомак Монео је Летов управник двора и најближи повереник, док је Монеова ћерка Сиона постала предводник побуне против Лета са седиштем на Аракису. Она краде скуп тајних записа из његове архиве, не схватајући да јој је он то дозволио. Лето намерава да спари Сиону са најновијом голом Ајдаха, али је свестан да би гола, вођен сопственим моралом, могао да покуша да га убије пре него што се то догоди. Иксијанци шаљу нову амбасадорку по имену Хви Норее да служи Лета, али иако он схвата да је она посебно дизајнирана и обучена да га ухвати у замку, он не може да одоли да се не заљуби у њу. Она пристаје да се уда за њега. Лето тестира Сиону тако што је води у сред пустиње. Након што је непрописно користила своје пустињско одело како би сачувала влагу, дехидрација је приморава да прихвати Летову понуду есенције зачина из његовог тела да би је надокнадила. Пробуђена Летовим пророчанством, које он назива Златном стазом, Сиона је уверена у његову важност. Она остаје посвећена уништењу Лета, а залутала олуја јој показује његову смртну рањивост на воду.
Када се Ајдахо заљуби и спари са Хви, Монео шаље њега и Сиону у село Туоно, изданак дуж пута Краљевске поворке, да их заштити од Летовог гнева. Лето мења место одржавања свог венчања из села Табур у село Туоно. Сиона и Ајдахо превазилазе међусобну мржњу и планирају атентат. Док се Летова свадбена поворка креће преко високог моста преко реке, Сионина сарадница Најла уништава потпорне греде ласерским пиштољем. Мост се руши и Летова пратња, укључујући Хви, пада у смрт у реку испод. Летово тело се распада у води; пешчане пастрмке која су део његовог тела упијају воду и беже, док део црва гори и распада се на обали. Својим самртничким дахом, Лето открива тајни део Златне стазе: стварање човека који је невидљив за пророчку визију. Започевши миленијумима раније спаривањем своје сестре близнакиње Ганиме и Фарад'на из куће Корино, Сиона је коначан резултат, а она и њени потомци ће задржати ову способност. Он објашњава да је човечанство сада слободно од доминације пророчишта, слободно да се распрши по универзуму, да се никада више не суочи са потпуном доминацијом или потпуним уништењем. Након што им је открио локацију своје скривене залихе меланжа, Лето умире, остављајући Ајдаха и Сиону да се суоче са задатком управљања царством. Иксијанци су такође започели изградњу навигационих рачунара који ће навигаторе Свемирског еснафа учинити застарелим. Летова смрт изазива Раштркавање, велики присилни егзодус бивших грађана царства на друге галаксије и планете.

## Концепт и теме
У Божанском цару Дине, Френк Херберт анализира цикличне обрасце људског друштва, као и еволуционе нагоне човечанства. Користећи своја предачка сећања, Лето II има знање о целини људске историје и у стању је да се сети ефеката и образаца тиранских институција, од вавилонског царства преко језуита на древној Земљи, и на тај начин гради царство које постоји као потпуна спона која обухвата све ове методе. Ово галактичко царство се разликује од историјских тиранија по томе што је намерно дизајнирано да се заврши уништењем, и само је успостављено као део плана за спасавање човечанства од апсолутног уништења које је Лето II предвидео кроз своје пророчанске визије. Лето II лично истражује појавне ефекте цивилизације, напомињући да је већина хијерархијских структура остаци еволуционих порива ка безбедности. Тако, формирајући савршено безбедно и стабилно царство, Лето II преноси поруку која се осећа кроз историју.

## Стил
Стилски, роман је прожет цитатима и говорима главног јунака, Лета, до степена невиђеног ни у једном другом роману Дине. Делимично, ова стилска промена је артефакт начина на који га је Херберт написао: први нацрт је скоро у потпуности написан у наративном гласу у првом лицу, само је ревидиран у каснијим нацртима да би се убацило више приповедања догађаја у трећем лицу.

## Пријем
Божански цар Дине се нашао на 11. месту најпродаванијих фикцијских књига 1981. године. Лос Анђелес тајмс га је назвао „Раскошним... интригантним”, а Тајм је написао „Четврта посета удаљеном Аракису једнако је фасцинантна и релативна као и претходне три.” Критичар Џон Леонард из Њујорк тајмса био је мање благонаклон, изјавивши да је оригинални роман Дина „био готово савршена научна фантастика” која није била побољшана: „ни Месијом Дине, ни Децом Дине, као ни Божанским царом Дине.”